# Corancy
Corancy é uma comuna francesa na região administrativa de Borgonha-Franco-Condado, no departamento Nièvre. Estende-se por uma área de 31,08 km². Em 2010 a comuna tinha 297 habitantes (densidade: 9,6 hab./km²).